# Allô Bibizz !
Allô Bibizz ! est une émission de télévision pour la jeunesse française  diffusée de 17 septembre au 12 décembre 1990 sur FR3.

## Historique
Au cours de l'été 1990 du 16 juillet 1990 au 7 septembre 1990, FR3 avait testé l'émission sous le titre Chut ! Les parents se reposent dans la case horaire de 14h sur le modèle de Youpi ! L'école est finie.
Dans le générique, de jeunes personnages extra-terrestres, se précipitent pour regarder la télévision. Au programme, plusieurs rediffusions de séries d'animation : Les Entrechats, Signé Cat's Eyes, Petit Ours Brun, Molierissimo et Les Petits Malins.
Devant le succès, l'émission se poursuit le 17 septembre 1990 dans la case horaire de 17h30 sous le titre Allô Bibizz !.
À partir du 7 janvier 1991, Allô Bibizz ! disparaît au profit d'Amuse 3, qui devient quotidienne.

## Séries diffusées
- Docteur Doogie
- La Famille Fontaine

## Dessins animés diffusés
- Bouli
- Kimboo
- Petit Ours Brun
- Tilion
- Le Croc-Note Show